# Wege zum Glück
Wege zum Glück (vormals Julia – Wege zum Glück (Folge 1–280)) ist die vierte Telenovela Deutschlands und eine direkte Nachfolgeserie zur ersten deutschen Telenovela Bianca – Wege zum Glück. Sie wurde vom 6. Oktober 2005 bis zum 24. Februar 2009 nachmittags um 16:15 Uhr im ZDF ausgestrahlt. In Österreich wurde das Format auf ORF 2 und in der Schweiz auf SF 1 gesendet. Ab dem 4. Juni 2007 wurde die Telenovela auch in Italien auf dem Fernsehsender Rai 1 ausgestrahlt, jedoch aus Mangel an Zuschauern bereits nach 80 Folgen wieder abgesetzt. Am 17. November 2008  wurde Julia – Wege zum Glück auf Rai 2 gesendet. Nachdem die ersten 29 Folgen ausgestrahlt wurden, wurde auch hier die Ausstrahlung eingestellt. Immer wieder versuchte Rai 1 die Serie in ihrem Programm zu behalten. Ab dem 25. Februar 2010 startete man die Episoden auf Rai 3, wo sie unter italienischer Synchronisation mit dem Namen Julia – La strada per la felicità (nach La strada per la felicità) zu sehen war.
Im Januar 2012 wurde bekannt, dass die Serie unter dem Namen Wege zum Glück – Spuren im Sand neu aufgelegt wird. Sie wurde zwischen Mai und Juli 2012 im ZDF ausgestrahlt, aufgrund der schlechten Zuschauerresonanz jedoch schon nach 99 statt erst nach 240 Folgen wieder eingestellt.

## Hintergrund
Wege zum Glück ist eine Auftragsproduktion von ZDF, ORF und SF. Ausführende Produktionsfirma ist die Grundy UFA TV Produktions GmbH.
Die Telenovela wurde in den historischen Hallen des Tonkreuzes auf dem Gelände der Studio Babelsberg AG in drei Studios mit insgesamt 1.500 Quadratmetern Fläche gedreht. Die Außenaufnahmen entstanden bis August 2006 in der Umgebung von Kleinmachnow, unter anderem am Machnower See und auf dem Gelände der Hakeburg, die als Kulisse der Villa Gravenberg diente. Außerdem im Dorf Petzow, hier befanden sich das Bootshaus und das Haus von Tobias Becker. Beide Gebäude mussten der geplanten Parkanlage des Schlosshotels Petzow weichen und wurden inzwischen abgerissen. Seit August 2006 war Schloss Sacrow mit Nebengebäuden in Potsdam der neue Außendrehort, es stellt in der Telenovela das Gutshaus der Familie van Weyden dar. Im nebenstehenden Bedienstetenhaus lebte seitdem Tobias Becker mit seiner Familie, danach Familie Landmann.

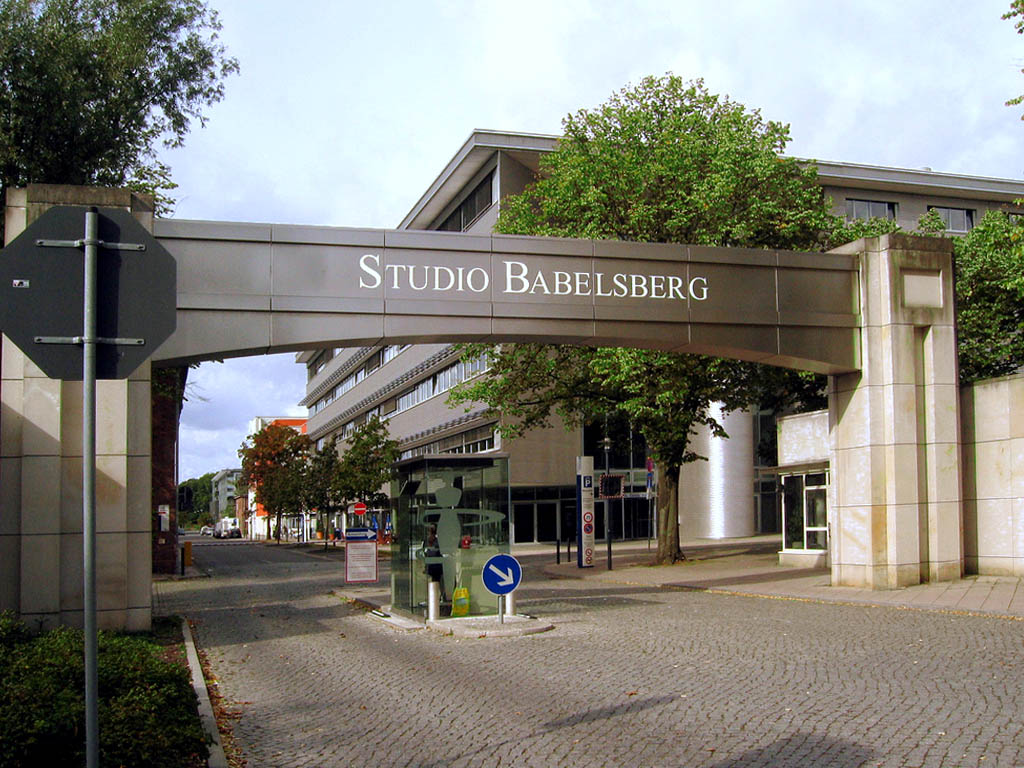
Wie auch Bianca – Wege zum Glück wird Wege zum Glück in der Studio Babelsberg AG produziert.

Chefautoren der Telenovela sind Julia Meimberg und Christian Schramm (seit Folge 651). Ihre Vorgänger sind Petra Bodenbach (Folge 1–443) und Uschi Müller (444–650, seit Folge 403 im Chefautorenteam).
Im März 2006 gab das ZDF bekannt, dass Julia − Wege zum Glück wegen des großen Erfolgs über die ursprünglich geplanten 250 Folgen hinaus um ein ganzes Jahr auf 500 Folgen verlängert wird. Aufgrund des Hauptrollenwechsels entfiel am 18. Dezember 2006 (Folge 281) der Namenszusatz Julia im Titel, die Telenovela hieß seitdem nur noch Wege zum Glück.
Im August 2007 wurde öffentlich, dass die Telenovela ein zweites Mal verlängert wird, diesmal um 240 Folgen. Im Juli 2008 wurde bekannt, dass Wege zum Glück nach 789 Kapiteln im Frühjahr 2009 zu Ende gehen wird.

### Vorspann
Der Vorspann von Wege zum Glück wechselt mit Beginn einer neuen Staffel, wobei eine Verzögerung von ein paar Folgen keine Seltenheit ist. Insgesamt gab es 6 Vorspänne:
- Nr. 1 (Kapitel 1–280) mit: Susanne Gärtner, Roman Rossa und Isa Jank
- Nr. 2 (Kapitel 281–306) mit: Susanne Gärtner, Roman Rossa, Gisa Zach, Nicole Mercedes Müller, Isa Jank und Hubertus „Hugo“ Grimm
- Nr. 3 (Kapitel 307–504) mit: Gisa Zach, Nicole Mercedes Müller, Isa Jank und Hubertus „Hugo“ Grimm
- Nr. 4 (Kapitel 505–710) mit: Susanne Berckhemer, David Kramer, Isa Jank und Anja Boche
- Nr. 5 (Kapitel 711–732) mit: Anja Boche, Timo Hübsch, Peter Zimmermann, Marijam Agischewa und Isa Jank
- Nr. 6 (Kapitel 733–789) mit: Anja Boche, Timo Hübsch, Peter Zimmermann und Marijam Agischewa

## Handlung

### Staffel 1
Julia und Daniel Gravenberg (1–250)
Die Hauptrollen Julia Schilling und Daniel Gravenberg lernen sich auf einer Safari-Tour in Südafrika kennen. Als Julia mit ihrer Mutter Christa Schilling nach Deutschland fliehen muss, glaubt sie, Daniel für immer aus den Augen verloren zu haben. Mittel- und arbeitslos versucht sie, in Falkental ein neues Leben zu beginnen und nimmt einen Aushilfsjob in der Falkentaler Porzellanmanufaktur an, ohne zu wissen, dass Daniel der zukünftige Junior-Chef der Firma ist. Nach vielen Verwicklungen, zwei Trennungen, einer Scheinschwangerschaft, einem Herzinfarkt, einer vorgetäuschten Fehlgeburt, einem paddelschlagsinduzierten Koma, einer Fehlverurteilung vor Gericht, einem vorgetäuschten Koma, zwei Unterschlagungen, einem vorgetäuschten tödlichen Unfall, einem echten Suizidversuch, einem Zweikampf mit Sturz über die Klippe und tödlichem Kobrabiss am Boden, finden sich die beiden am Ende wieder, heiraten und reisen zur Hochzeitsreise nach Südafrika.

### Staffel 2
Nina und Ben Petersen (251–500)
Nina Bergmann ist alleinerziehende Mutter. Vor einigen Jahren hatte sich ihr Mann Max van Weyden, den sie auf einer ihrer Fotosafari kennengelernt hatte, beruflich ins Ausland, nach Südamerika, begeben. Als er nicht zurückkehrte, reiste sie ihm nach. Aufgrund diverser Verwicklung floh Nina mit ihrer Tochter und tauchte in Falkental bei ihrer Tante Birgit Hertel unter. Nina lernt Julias Halbbruder Ben Petersen kennen. Beide arbeiten in der Falkentaler Porzellanmanufaktur und kommen sich auch privat näher. Nach vielen Verwicklungen, einer Schwangerschaft, einem Sorgerechtsprozess, einem gefälschten Vaterschaftstest, einem vorgetäuschten Gehirntumor, einer Hochzeit, einem missglückten Mordversuch mit falschem Opfer, zwei Entführungen, einer Erblindung samt verheimlichter Heilung davon, einer unentwegten Diskussion zwischen Meike und Elsa, ob es besser ist, dass Ben bei Elsa bleibt oder nicht, einer Erdbebenverschüttung in Armenien, drei Scheidungen, einem Vaterschaftstest, einer echten Fehlgeburt, noch einem missglückten Mordversuch bei dem sich die Mörderin umbringt, heiraten Nina und Ben und segeln zur Hochzeitsreise in die Karibik.

### Staffel 3
Luisa und Simon Becker (501–703)
Luisa Maywald kommt auf der Suche nach der leiblichen Mutter ihrer Adoptivschwester Nora Maywald nach Falkental. Eines Tages entdeckt Luisa ihren verloren geglaubten Glücksbringer in Simons Atelier. Darauf betritt sie das Atelier, um ihren Talisman zu holen. Im selben Augenblick betritt Simon Becker sein Atelier. Luisa versteckt sich schnell hinter einem Bücherregal. Als Simon Luisas Augen entdeckt und wissen will, wer sie ist, ist es schon zu spät. Versehentlich hat Luisa eine Statue umgestoßen, die genau Simons Kopf trifft. Sofort eilt sie los und holt Hilfe. Diesen Augenblick nutzt Nora, um Simon im Glauben zu lassen, es seien ihre eigenen Augen gewesen. Nach diversen Verwicklungen, einer Trennung, einer Tochterschafts-Anerkennung, einem Mordprozess, einer vorgetäuschten Vergewaltigung, einem Kerzenständer-Anschlag mit nachfolgender leichter Amnesie, einem versuchten aber abgebrochenen Mord, zwei Verlobungen, einem Koma, einer falschen Anklage, einer Erpressung zur Hochzeit, einer Scheidung, einem Anschlag auf den Brautwagen, fährt Luisa mit dem Zug nach Waldesruh und Simon hinterher.
Später heiraten Luisa und Simon und verlassen Falkental. Dann leben sie mit ihrem Sohn Moritz in Neuseeland.

### Staffel 4
Nora und Alexander van Weyden (711–789)
Nora van Weyden kommt nach ihrer Flucht vom Gefängniskrankenhaus nach Hamburg. Auf der Flucht lernt sie Alexander kennen, sie verbringen einen wunderschönen Tag zusammen. Doch dann stellt sie sich ihrer 6-jährigen Gefängnisstrafe. Nach langen 6 Jahren treffen sie sich an Noras Geburtstag wieder. Nora gesteht Alexander, weshalb sie damals geflohen ist. Dabei stellt sich heraus, dass sie Geschwister sind. Ihre Liebe scheint somit unmöglich. Gefangen zwischen Liebe und Tabu versuchen Nora und Alexander, ihre Gefühle füreinander zu unterdrücken. Doch die Sehnsucht nacheinander ist stärker. Nach einigen Hürden und Proben finden sie schließlich, nachdem sich herausstellt, dass sie doch nicht miteinander verwandt sind, in einer romantischen Hochzeitszeremonie zueinander und werden zusammen glücklich.

## Besetzung

### Hauptdarsteller
Sortiert nach der Reihenfolge des Einstiegs.
| Schauspieler           | Rolle                                                       | Folgen             | Jahre               |
| ---------------------- | ----------------------------------------------------------- | ------------------ | ------------------- |
| Susanne Gärtner        | Julia Gravenberg, geb. Schilling                            | 1–303 734–737      | 2005–2007 2008      |
| Susanne Häusler        | Christa Schilling                                           | 1–120 236–250      | 2005–2006           |
| Roman Rossa            | Daniel Gravenberg                                           | 1–303 734–737      | 2005–2007 2008      |
| Holger C. Gotha        | Frederik Gravenberg                                         | 1–270 705–789      | 2005–2006 2008–2009 |
| Isa Jank               | Annabelle Gravenberg, geb. Krüger, gesch. van Weyden †      | 1–732, 734         | 2005–2008           |
| Karin Ugowski          | Eva Landmann                                                | 1–789              | 2005–2009           |
| Michael Rast           | Jörg Schwarz †                                              | 1–235              | 2005–2006           |
| Friedhelm Ptok         | Werner Gravenberg †                                         | 1–131 137, 171–178 | 2005–2006           |
| Ralph Schicha          | Tobias Becker                                               | 1–738, 789         | 2005–2008, 2009     |
| Lucie Muhr             | Patrizia Gravenberg                                         | 1–355 735–736      | 2005–2007 2008      |
| Angela Sandritter      | Silke Mertens                                               | 1–462              | 2005–2007           |
| Kaya Marie Möller      | Lilly Gerlach, geb. Becker                                  | 1–412              | 2005–2007           |
| Nicolás Artajo         | Kolja Hertel                                                | 1–477 498–500      | 2005–2007           |
| Anton Noori            | Andreas Krill                                               | 1–432              | 2005–2007           |
| Christoph Kornschober  | Niko Becker †                                               | 3–263, 265         | 2005–2006           |
| Stefan Mocker          | Jan Schönke                                                 | 5–279              | 2005–2006           |
| Leander Modersohn      | Tim Gerlach                                                 | 13–412             | 2005–2007           |
| Sonja Baum             | Marie Vermont                                               | 46–216             | 2005–2006           |
| Lina Rabea Mohr        | Charlotte „Charlie“ Vermont                                 | 69–343             | 2006–2007           |
| Michèle Marian         | Birgit Hertel                                               | 113–500            | 2006–2007           |
| Nicola Ransom          | Katy Wellinghoff, geb. Neubauer 1 alias Katja „Katy“ Krüger | 178–211            | 2006                |
| Gisa Zach              | Nina Petersen, geb. Bergmann                                | 215–500            | 2006–2007           |
| Nicole Mercedes Müller | Paula Bergmann                                              | 215–500            | 2006–2007           |
| Jennifer Breitrück     | Paula Bergmann                                              | 733–789            | 2008–2009           |
| Mareile Moeller        | Viktoria „Vicky“ van Weyden †                               | 222–493 495, 500   | 2006–2007           |
| Peter Zimmermann       | Richard van Weyden                                          | 232–789            | 2006–2009           |
| Hubertus „Hugo“ Grimm  | Benjamin „Ben“ Petersen                                     | 239–500            | 2006–2007           |
| Jens Peter Nünemann    | Hagen Ritter                                                | 245–633            | 2006–2008           |
| Sebastian Edtbauer     | Erik Landmann                                               | 282–477            | 2006–2007           |
| Bernhard Reininger     | Stefan Krill                                                | 320–462            | 2007                |
| Corinna A. Horn        | Elsa Landmann, geb. Ritter, gesch. Petersen                 | 334–789            | 2007–2009           |
| Silke Matthias         | Helena van Weyden, geb. Bernstein †                         | 340–612            | 2007–2008           |
| Jost Pieper            | Maximilian „Max“ van Weyden                                 | 341–442            | 2007                |
| Birte Wentzek          | Meike Becker, geb. Hansen                                   | 354–733            | 2007–2008           |
| Lisa Spickschen        | Elisabeth „Lizzy“ van Weyden                                | 413–690            | 2007–2008           |
| William Mang           | Harald Becker †                                             | 466–590            | 2007–2008           |
| Heike Schroetter       | Marianne Becker                                             | 466–738, 789       | 2007–2008, 2009     |
| Susanne Berckhemer     | Luisa Becker, geb. Maywald                                  | 469–703, 789       | 2007–2008, 2009     |
| Anja Boche             | Nora Wagner, geb. Krüger, adopt. Maywald, anerk. van Weyden | 469–789            | 2007–2009           |
| Markus Frank           | Konrad Landmann                                             | 471, 501–789       | 2007–2009           |
| David Kramer           | Simon Becker                                                | 474–703, 789       | 2007–2008, 2009     |
| Günter Bubbnik         | Sebastian Becker                                            | 504–733            | 2007–2008           |
| Markus Baumeister      | Henning Reichenbach                                         | 509–713            | 2007–2008           |
| Katrin Griesser        | Sophie Gravenberg, geb. Nowak                               | 517–789            | 2007–2009           |
| Hans-Jochen Röhrig     | Ludwig Adam                                                 | 547–789            | 2008–2009           |
| Marvin Jaacks          | Theo Gehrmann                                               | 637–713            | 2008                |
| Bela Klentze           | Theo Gehrmann                                               | 714–789            | 2008–2009           |
| Armin Schlagwein       | Tom Nowak                                                   | 693–789            | 2008–2009           |
| Kaja Schmidt-Tychsen   | Constanze Becker                                            | 702–789            | 2008–2009           |
| Marijam Agischewa      | Judith Wagner                                               | 710–789            | 2008–2009           |
| Timo Hübsch            | Alexander (alias Sascha) Wagner                             | 711–789            | 2008–2009           |
| Steven Merting         | Michael Adam                                                | 712–784            | 2008–2009           |
| Christina Athenstädt   | Jessica Fuchs                                               | 741–788            | 2008–2009           |

### Nebendarsteller
Sortiert nach der Reihenfolge des Einstiegs.
| Schauspieler            | Rolle                     | Folgen                | Jahre          |
| ----------------------- | ------------------------- | --------------------- | -------------- |
| Meike Schlüter          | Kommissarin Tanja Redmann | 47–48 169–211 694–713 | 2005 2006 2007 |
| Andreas Schwartz        | Markus Edelhof            | 82–122                | 2006           |
| Jürgen F. Schmid        | Dr. Lonnemann             | 114–155               | 2006           |
| Norbert Stöß            | Dietmar Hertel #2 2       | 206–224               | 2006           |
| Christoph Kottenkamp    | Peter Giese               | 223–243               | 2006           |
|                         | Katharina                 | 251–789               | 2006–2009      |
|                         | Dr. Seeg                  | 251–253 314–339       | 2006 2007      |
| Daniela Schober         | Alexis                    | 276–279               | 2006           |
| Judith von Radetzky     | Dr. Antje Kössling        | 284–297               | 2006           |
| Niels Kurvin            | Kevin                     | 292–340               | 2006–2007      |
| Ana Kerezovic           | Tatjana Petersen          | 326–337               | 2007           |
| Nela Lee                | Jane Sakamoto             | 345–379 397–399       | 2007           |
| Manuela Sieber          | Katja Weber               | 353–361 416, 434, 496 | 2007           |
| Mathias Kahler          | Ron Grasser               | 382–397               | 2007           |
| Lorenz Christian Köhler | Dr. Fred Schneider        | 393–423               | 2007           |
| Patrick Bach            | Kommissar Fuhrmann        | 400–420               | 2007           |
| Katja Zinsmeister       | Beate Krauss              | 430–462               | 2007           |
| Ulrich Drewes           | Kommissar Bauer           | 463–497               | 2007           |
| Annemone Haase          | Hedwig Wiegand †          | 486–509               | 2007           |
| Olaf Rauschenbach       | Jan Delbrück              | 566–667 707–708       | 2008           |
| Raphael Johannes Kübler | Jens                      | 620–634               | 2008           |
| Susanne Szell           | Gerlinde Weidner          | 637–675               | 2008           |
|                         | Thomas Grabowski          | 672–677               | 2008           |
| Ronny Rindler           | Robert Beltinger          | 679–690               | 2008           |

### Gastauftritte
- Cornelia Schindler als Bens Geschäftspartnerin und Flirt Sabine Lehmann (Folgen 305–306)
- Ingo Nommsen als Arzt Dr. Beyer (Folge 422)
- Kristina van Eyck als Reporterin Inga Blum (Folgen 436–437)
- Ludwig Hollburg als Arzt Dr. Hellmann (Folge 442)
- François Smesny als Arzt Dr. Bährwald (Folgen 458–462)
- Gojko Mitić als Chefarzt Dr. Tecumseh (Folgen 556–559, 567–568, 572)
- Isabel Edvardsson als Polizei-Obermeisterin Antje Blank (Folgen 601–602)
- Horst Lichter als Imbiss-Inhaber Karl Karsunke (Folge 615)
- Norbert Hülm als golfspielender Richter (Folge 637)
- Horst Janson als Pfarrer Paul Lehmann (646–650, 677–678, 735)
- Egon Hofmann als Schaffner (Folgen 654–655)
- Peggy Lukac als Zugpassagierin (Folge 655)
- Dunja Rajter als Chansonstar Claudine Duval (Folge 656)
- Christian Rogler als Scheich Haschim (Folgen 687–688)
- Johannes Heesters als Johannes Heesters (Folge 726)
- Ruth Moschner als Theaterprojektleiterin Barbara (Folgen 783–784)

### Zeitleiste der Figuren
| 2000er               |                     |                     |                     |                     |
| 5                    | 6                   | 7                   | 8                   | 9                   |
| Werner Gravenberg    |                     |                     |                     |                     |
| Marie Vermont        |                     |                     |                     |                     |
| Jörg Schwarz         |                     |                     |                     |                     |
| Christa Schilling    |                     |                     |                     |                     |
| Niko Becker          |                     |                     |                     |                     |
| Jan Schönke          |                     |                     |                     |                     |
|                      | Katy Wellinghoff    |                     |                     |                     |
| Julia Gravenberg     |                     |                     |                     |                     |
| Daniel Gravenberg    |                     |                     |                     |                     |
| Patrizia Gravenberg  |                     |                     |                     |                     |
| Lilly Gerlach        |                     |                     |                     |                     |
| Tim Gerlach          |                     |                     |                     |                     |
| Andreas Krill        |                     |                     |                     |                     |
| Silke Mertens        |                     |                     |                     |                     |
| Kolja Hertel         |                     |                     |                     |                     |
|                      | Charlie Vermont     |                     |                     |                     |
|                      | Erik Landmann       |                     |                     |                     |
|                      | Viktoria van Weyden |                     |                     |                     |
|                      | Birgit Hertel       |                     |                     |                     |
|                      | Nina Petersen       |                     |                     |                     |
|                      | Ben Petersen        |                     |                     |                     |
|                      |                     | Max van Weyden      |                     |                     |
|                      |                     | Stefan Krill        |                     |                     |
| Annabelle Gravenberg |                     |                     |                     |                     |
| Tobias Becker        |                     |                     |                     |                     |
|                      | Hagen Ritter        |                     |                     |                     |
|                      |                     | Harald Becker       |                     |                     |
|                      |                     | Helena van Weyden   |                     |                     |
|                      |                     | Lizzy van Weyden    |                     |                     |
|                      |                     | Luisa Becker        |                     |                     |
|                      |                     | Simon Becker        |                     |                     |
|                      |                     | Henning Reichenbach |                     |                     |
|                      |                     | Meike Becker        |                     |                     |
|                      |                     | Sebastian Becker    |                     |                     |
|                      |                     | Marianne Becker     |                     |                     |
| Eva Landmann         |                     |                     |                     |                     |
| Frederik Gravenberg  | Frederik Gravenberg |                     | Frederik Gravenberg | Frederik Gravenberg |
|                      | Richard van Weyden  |                     |                     |                     |
|                      | Paula Bergmann      |                     |                     |                     |
|                      |                     | Elsa Landmann       |                     |                     |
|                      |                     | Nora Wagner         |                     |                     |
|                      |                     | Konrad Landmann     |                     |                     |
|                      |                     | Sophie Gravenberg   |                     |                     |
|                      |                     |                     | Michael Adam        |                     |
|                      |                     |                     | Jessica Fuchs       |                     |
|                      |                     |                     | Ludwig Adam         |                     |
|                      |                     |                     | Theo Landmann       |                     |
|                      |                     |                     | Tom Nowak           |                     |
|                      |                     |                     | Constanze Becker    |                     |
|                      |                     |                     | Judith Wagner       |                     |
|                      |                     |                     | Alexander Wagner    |                     |
| 5                    | 6                   | 7                   | 8                   | 9                   |
| 2000er               |                     |                     |                     |                     |

## Einschaltquoten und Zuschauerreichweite
Die erste Folge am 6. Oktober 2005 verfolgten bei einem Marktanteil von 14,6 Prozent 1,47 Millionen Zuschauer. In der werberelevanten Zielgruppe sahen 290.000 Zuschauer bei einem Marktanteil von 7,4 Prozent zu. Der Zuschauerdurchschnitt im Februar 2006 lag bei 2,28 Millionen Zuschauern (Marktanteil etwa 14 Prozent), sodass die Serie trotz verhaltenem Start verlängert wurde.
Die erste Staffel von Wege zum Glück erreichte im Schnitt 2,03 Millionen Zuschauer ab drei Jahren und einen durchschnittlichen Marktanteil von 16,2 Prozent. In der werberelevanten Zielgruppe (14–49 Jahre) wurden im Schnitt 6,9 Prozent Marktanteil gemessen. Die zweite Staffel sahen 2,27 Millionen Zuschauer, der Marktanteil belief sich auf 18,8 Prozent. Bei den 14- bis 49-Jährigen betrug der Marktanteil 7,7 Prozent. Die Marktanteile der dritten Staffel gingen im Vergleich zu den ersten beiden Staffeln zurück.